# Minden sötét, csillag sehol
A Minden sötét, csillag sehol (Full Dark, No Stars) Stephen King harmadik kisregénygyűjteménye A remény rabjai (1982) és a Titkos ablak, titkos kert (1990) után, amely 2010-ben jelent meg, és ugyanúgy négy kisregényt tartalmaz, mint az első két ilyen jellegű gyűjteménye.

## Tartalom
- 1922
- A dagadt sofőr (Big Driver)
- Hosszabbítás jutányos áron (Fair Extension)
- Egy jó házasság (A Good Marriage)

## Magyarul
- Minden sötét, csillag sehol; ford. Szántó Judit; Európa, Bp., 2013